# Eurocommercial Properties
Eurocommercial Properties is een Nederlandse beursgenoteerde onderneming op het gebied van vastgoed.

## Activiteiten
Het bedrijf is een beleggingsfonds met vastgoed in Italië, Frankrijk, Zweden en België. Italië is met 44% van de totale activa het land waarin het meeste is belegd en België is met 14% van de portefeuille het kleinste onderdeel. De portfolio aan vastgoed bestaat voornamelijk uit winkelcentra en is ongeveer 3,8 miljard euro waard.
Het aandeel Eurocommercial Properties is opgenomen in de AMX Index aan Euronext. 

## Resultaten
Het bedrijf had een gebroken boekjaar van 1 juli tot en met 30 juni, maar vanaf 2020 is het boekjaar gelijk aan een kalenderjaar. De resultaten over 2020 hebben hierdoor betrekking op een periode van 18 maanden.
| Jaar      | Waarde vastgoed | Huurinkomsten | Nettoresultaat |             |
| Jaar      | Waarde vastgoed | (× miljoen)   | (× miljoen)    | (× miljoen) |
| --------- | --------------- | ------------- | -------------- | ----------- |
| 2014/2015 | € 2,9 miljard   | € 172,8       | € 167,8        |             |
| 2015/2016 | € 3,5 miljard   | € 188,2       | € 207,4        |             |
| 2016/2017 | € 3,8 miljard   | € 197,7       | € 260,8        |             |
| 2017/2018 | € 4,1 miljard   |               | € 72,1         |             |
| 2018/2019 | € 4,2 miljard   |               | € 74,6         |             |
| 2020      | € 4,0 miljard   |               | € 115,4        |             |
| 2021      | € 4,0 miljard   |               | € 104,7        |             |
| 2022      | € 3,8 miljard   |               | € 206,5        |             |
| 2023      | € 3,8 miljard   |               | € −26,9        |             |

Aalberts · Air France-KLM · Alfen · Allfunds · AMG · Aperam · ARCADIS ·  Basic-Fit · Corbion · CTP · Eurocommercial Properties · Fagron · Flow Traders · Fugro · Galapagos · InPost · JDE Peet's · Just Eat Takeaway · OCI · SBM Offshore · Signify · TKH Group · Van Lanschot Kempen · Vopak · WDP